# Saint-Péran
 Saint-Péran  es una población y comuna francesa, situada en la región de Bretaña, departamento de Ille y Vilaine, en el distrito de Rennes y cantón de Plélan-le-Grand.

## Demografía
| 311 | 301 | 513 | 346 | 299 | 287 | 291 | 318 | 361 | 351 | 370 | 387 | 381 | 360 | 402 | 377 | 352 | 329 | 344 | 341 | 344 | 283 | 291 | 309 | 278 | 272 | 239 | 210 | 209 | 168 | 160 | 169 | 196 |
| Para los censos de 1962 a 1999 la población legal corresponde a la población sin duplicidades (Fuente: INSEE [Consultar]) |     |     |     |     |     |     |     |     |     |     |     |     |     |     |     |     |     |     |     |     |     |     |     |     |     |     |     |     |     |     |     |     |